# Igreja da Imaculada Conceição Viqueque

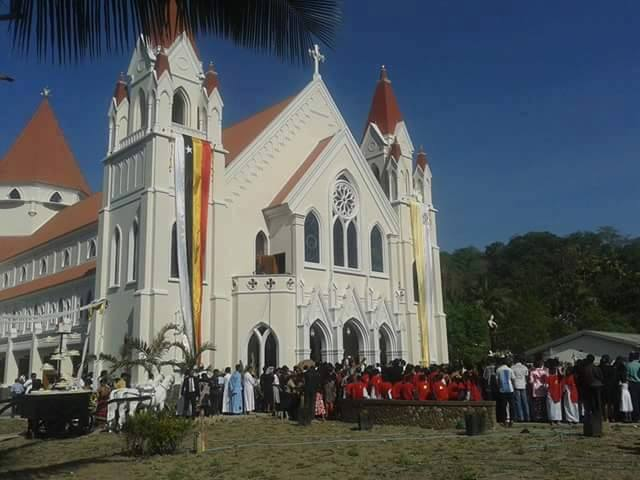
Die Kirche bei ihrer Einweihung 2015

Die Igreja da Imaculada Conceição Viqueque (deutsch Kirche der Unbefleckten Empfängnis Viqueque) ist die katholische Pfarrkirche der osttimoresischen Pfarrei in Viqueque. Sie liegt im Suco Caraubalo (Verwaltungsamt Viqueque, Gemeinde Viqueque). Pfarrer ist Dionísio Divo da Silva Sarmento.

## Geschichte

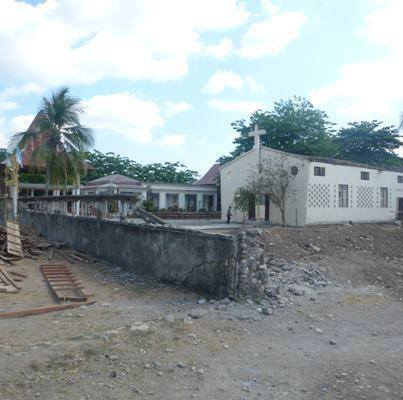
Die aus der portugiesischen Kolonialzeit stammende alte Kirche Viqueques, kurz vor ihrem Abbruch

Die alte Kirche Viqueques, die zuvor an dem Standort stand, wurde am 2. Februar 2013 abgerissen.
Die Kirche wurde am 22. August 2015 im Beisein von Staatspräsident Taur Matan Ruak durch Bischof Basílio do Nascimento geweiht. Weitere Ehrengäste waren Armeechef Lere Anan Timur, FRETILIN-Chef Francisco Guterres, Außenminister Hernâni Coelho als Vertreter des Premierministers, Oberst Falur Rate Laek, Vertreter des diplomatischen Corps und des Vatikans sowie Parlamentsabgeordnete und Vertreter anderer Pfarrgemeinden des Landes. Die Bauzeit betrug zwei Jahre, die Kosten zwei Millionen US-Dollar. 30.000 US-Dollar kamen aus Viqueque selbst.

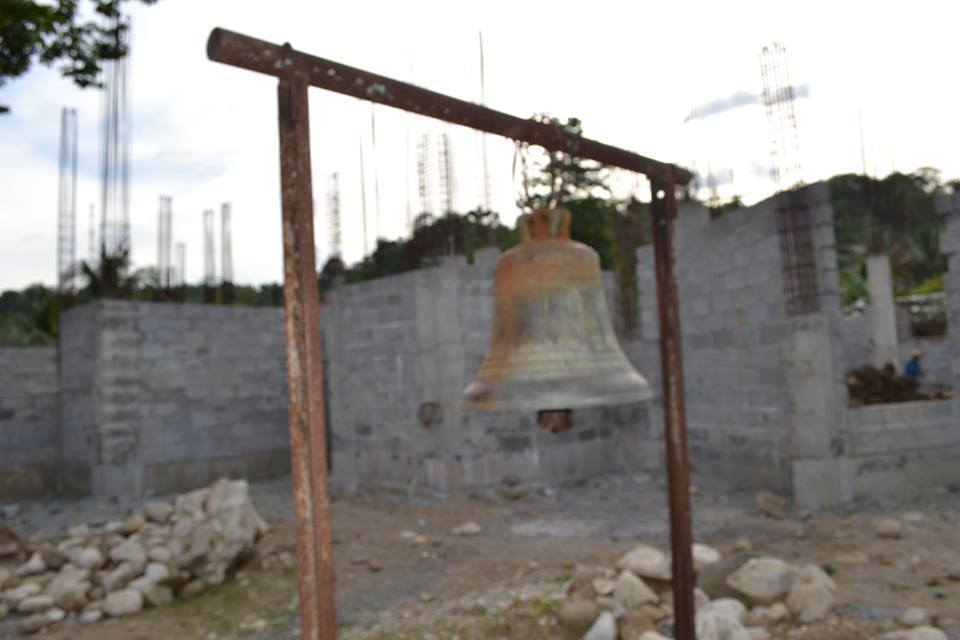
Die Glocke der alten Kirche
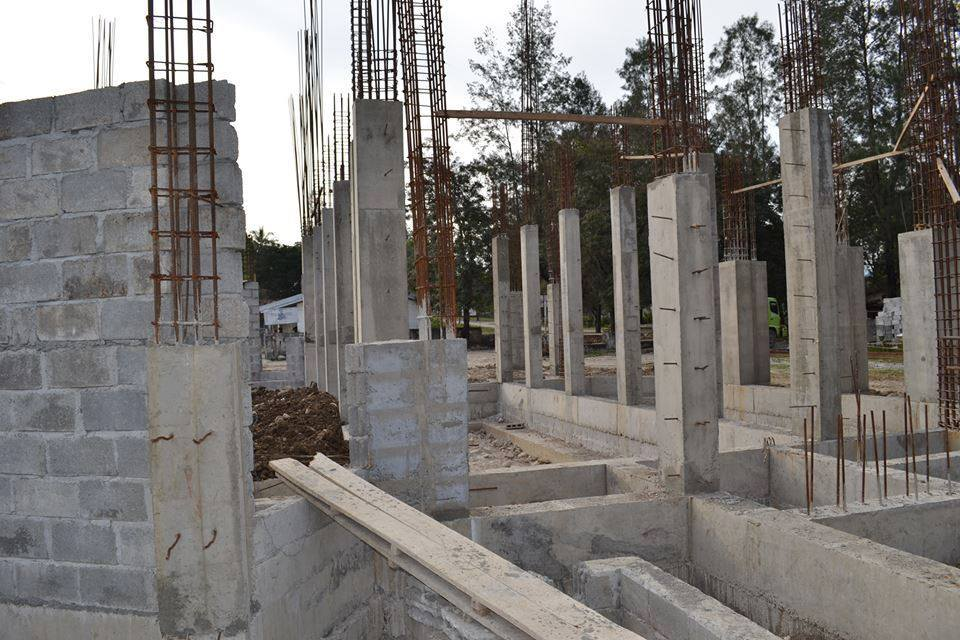
Bauarbeiten an der neuen Kirche

## Architektur und Ausstattung

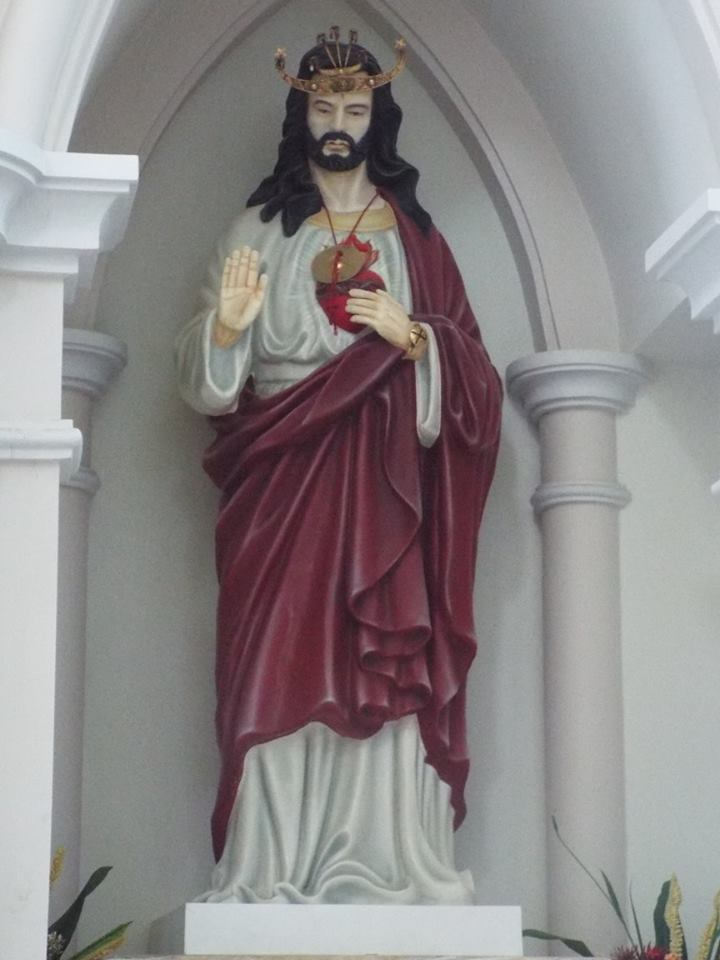
Diese Jesusstatue ist mit einer timoresischen Kaibauk gekrönt und trägt einen Belak vor der Brust

Die von einer indonesischen Firma gebaute Kirche ist 150 Meter lang und 42 Meter breit. Die dreischiffige, ganz in weiß gefasste Basilika mit Querhaus und polygonaler Apsis ist in vereinfachten Formen der europäischen Gotik gehalten. Zwei Türme flankieren die Portalfassade, sie repräsentieren die alten Reiche von Viqueque und Luca, als Beschützer der Kirche. Über der Vierung steht ein zwölf Meter hoher, breiter Vierungsturm. Die Apsis ist von fünf Kapellen umgeben. Die erste ist der heiligen Maria Goretti (Schutzpatronin der Ministranten) geweiht, die zweite der heiligen Theresia vom Kinde Jesus (Patronin der benachbarten Kirche von Ossu), die dritte dem heiligen Franz Xaver (repräsentiert die Evangelisierung Timors), die vierte dem heiligen Antonius (Schutzpatron der Kathedrale von Baucau) und die fünfte Mariä Unbefleckte Empfängnis. Am Apsisbogen steht die Inschrift ADVENIAT REGNUM TUUM FIAT VOLUNTAS TUA – „Dein Reich komme, dein Wille geschehe“. Hinter dem Altar befinden sich sieben hohe Kirchenfenster, die für die sieben Sakramente stehen. Unter dem Altar befindet sich eine Gruft, deren Gräber noch aus der portugiesischen Kolonialzeit stammen. Statuen der heiligen Engel (Santu Anjo) Michael (Miguel), Gabriel, Raphael (Rafael) und Uriel schmücken das Kircheninnere.
Vor der Kirche befindet sich ein Brunnen, bestehend aus einer kugelförmigen Fuca-Blüte aus Metall. Sie symbolisiert mit ihren zehn Wasserdüsen die zehn Sucos Viqueques. Außerdem befindet sich hier ein Karneol aus dem Suco Caraubalo, der dort als heilig angesehen wird. Ebenfalls im Park der Kirche steht ein mit einem Kaibauk gekrönter Pavillon mit dem Wrack eines Jeeps. Es handelt sich um das Fahrzeug zweier Nonnen, die mit sieben weiteren Personen, während der Operation Donner am 25. September am Fluss Malailada (Gemeinde Lautém) von Mitgliedern der pro-indonesischen Miliz Team Alfa ermordet wurden (siehe Lospalos-Fall).

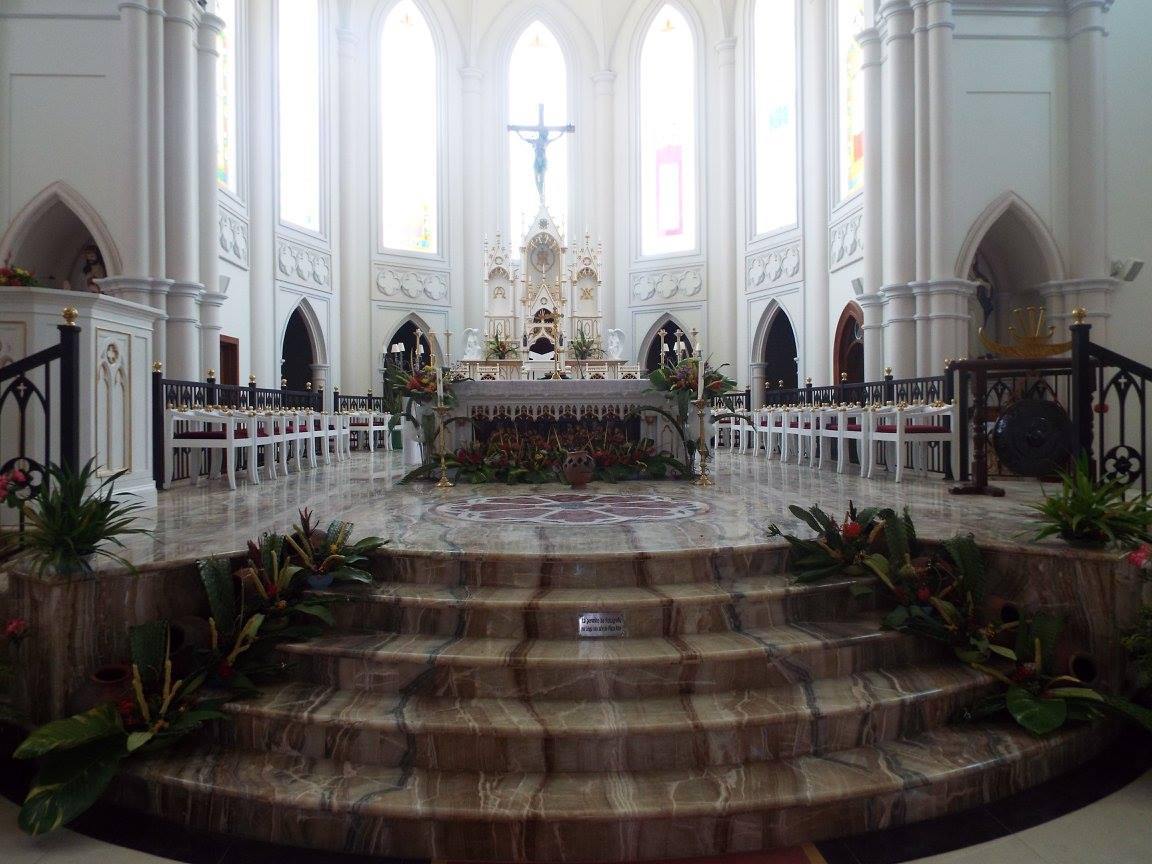
Der Binnenchor
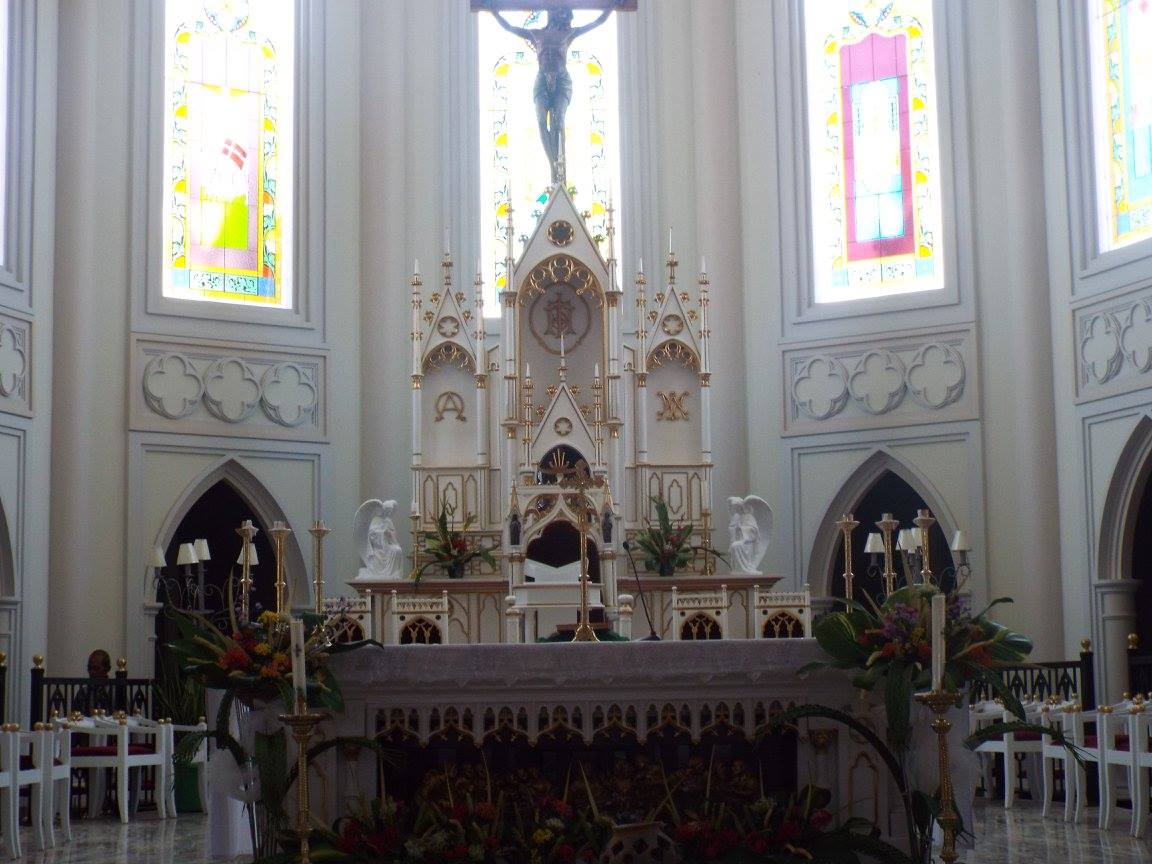
Der Hochaltar
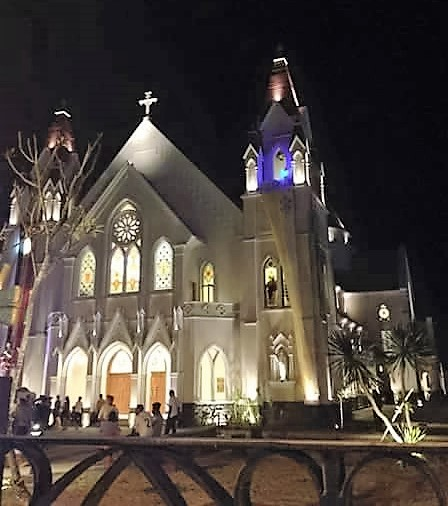
Die Kirche bei Nacht
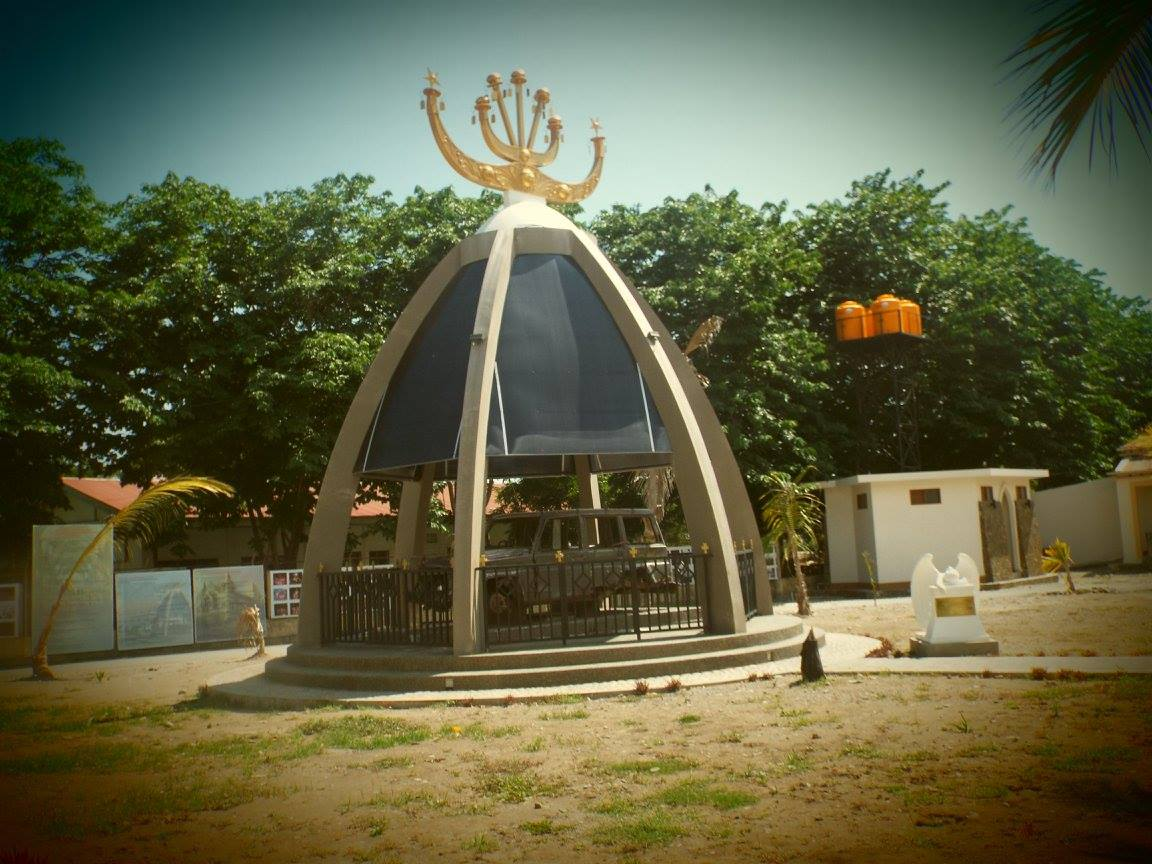
Der Pavillon mit dem Jeep